# José de Canterac
José Canterac y Donesan (Casteljaloux, 1787 – Madrid, 18 gennaio 1835) è stato un militare spagnolo di origini francesi. Partecipò alla guerra d'indipendenza spagnola e alle guerre di emancipazione dei vicereami di Nuova Granada e del Perù.

## Guerra d'indipendenza spagnola
Figlio di un generale francese ucciso durante la Rivoluzione, la sua famiglia emigrò in Spagna nel 1792, quando Joseph aveva 5 anni. Iniziò la sua carriera militare in artiglieria per poi passare alla cavalleria, in cui prestò servizio durante la guerra contro Napoleone; nel 1810, quando aveva solo 23 anni, era stato nominato capo di stato maggiore dell'esercito del generale O'Donnell distinguendosi in modo significativo nella campagna contro Castello Abisbal, conclusasi con la consegna del generale francese Schwartz che valse a O'Donnell il titolo di conte di La Bisbal. Nel 1815 fu promosso al rango di brigadiere e nominato capo di una divisione di 2.700 uomini per rafforzare il Regio Esercito del Perù.

## Guerre d'indipendenza ispanoamericane

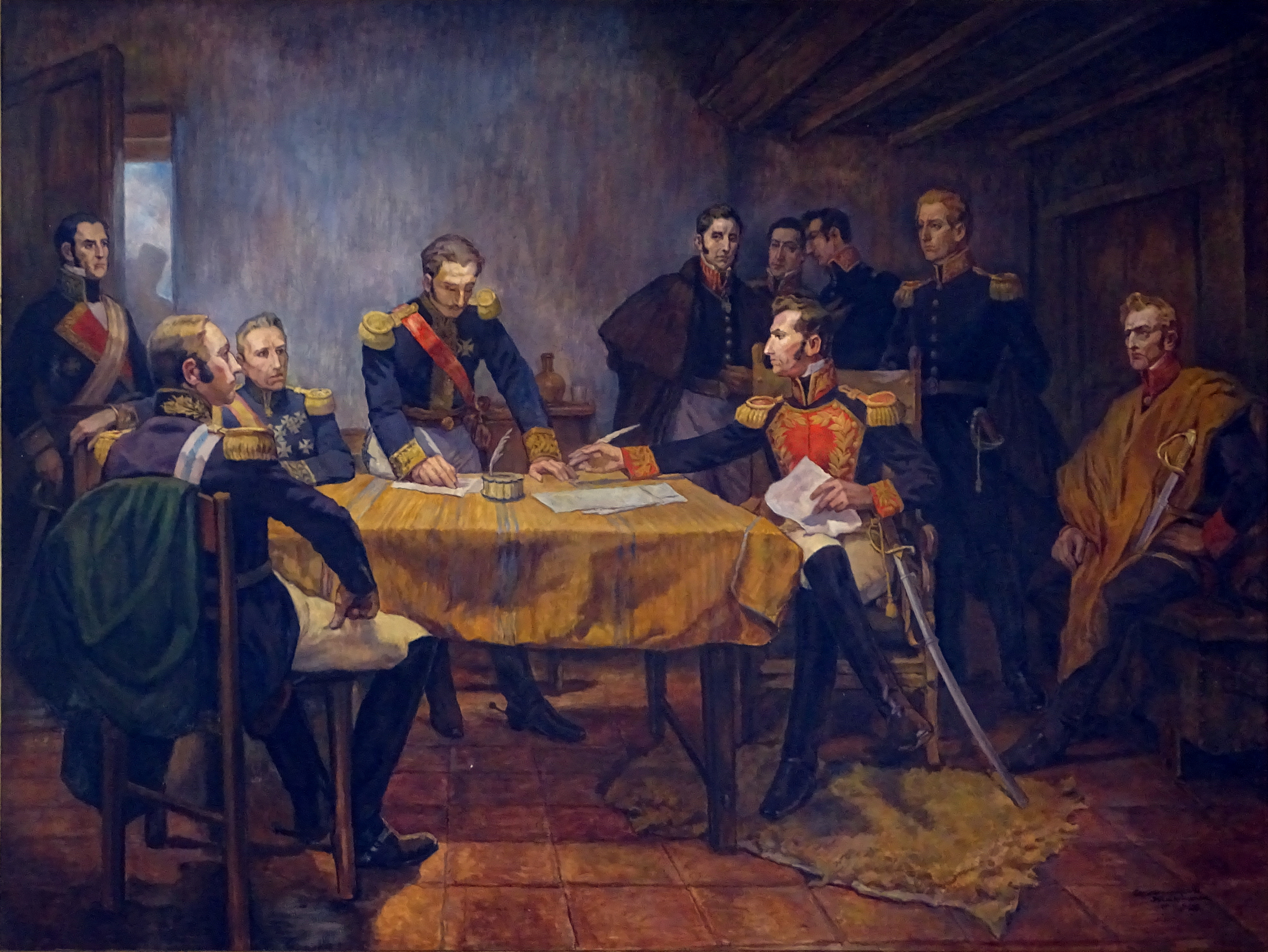
La "Capitulación de Ayacucho", ritratto del pittore peruviano Daniel Hernández. Canterac è raffigurato al centro in piedi, mentre firma la resa.

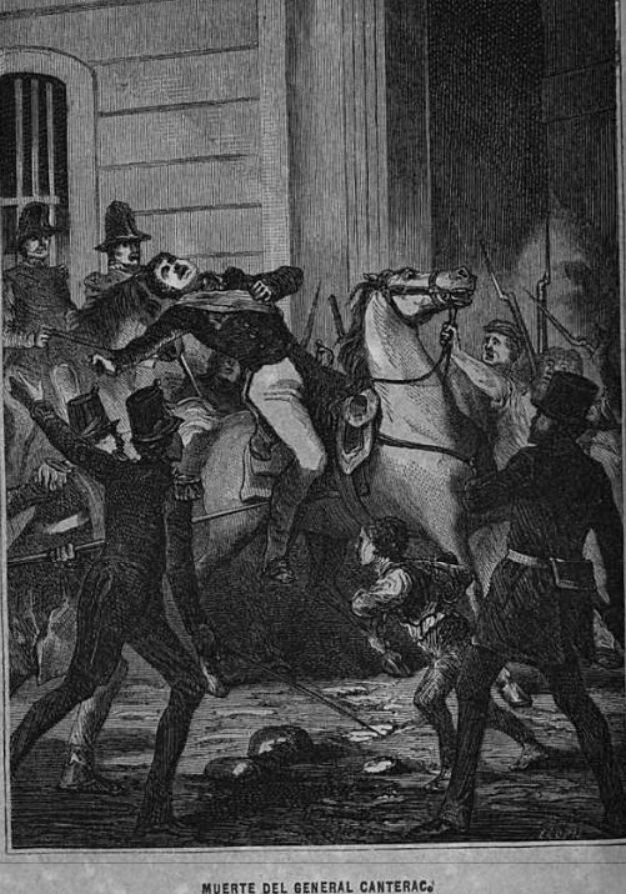
Raffigurazione della morte di Canterac in Piazza Puerta del Sol, a Madrid.

All'arrivo in Nuova Granada, Canterac collaborò con il generale Pablo Morillo nella lotta contro i ribelli colombiani che facevano parte della spedizione di Isla Margarita combattendo negli attacchi a Pampatar. Data la mancanza di uomini per continuare la lotta e in contrasto con gli ordini il generale Morillo trattenne in Nuova Granada parte degli uomini destinati al territorio del Perù, inviando a Lima, nel 1818, solo il brigadiere Canterac, i suoi assistenti 90 cavalieri.
Dal 1818 al 1824 fu a sostegno del viceré del Perù José de la Serna, avversario per lungo tempo dei "liberatori" San Martín, Bolívar e Sucre. Dopo che San Martín aveva occupato la costa peruviana Canterac nel 1822 venne promosso maresciallo di campo, e ottenne un'importante vittoria nella Battaglia di Ica, dove catturò oltre 1000 indipendentisti, che gli valse la promozione al grado di Tenente generale.
Nel 1824 occupò brevemente Lima, con gli indipendentisti che si erano ritirati a Callao, prima di venire sconfitto da Bolivar e Sucre nella Battaglia di Junín e, dopo pochi mesi, nel tentativo di fermare Sucre che era diretto verso l'Alto Perù, nella Battaglia di Ayacucho, dove la vittoria indipendentista mise termine alle guerre d'indipendenza ispanoamericane.

## Ritorno in Spagna
Tornato in Spagna Canterac si sposò con Manuela Domínguez y Llorente rimanendo lontano da campi di battaglia per alcuni anni, fino a quando non partecipò alle Guerre Liberali in Portogallo. Nel 1835 venne promosso generale di campo e sempre in quell'anno ci fu una rivolta in Spagna comandata dal tenente Cayetano Cardero del Reggimento d'Aragona in Piazza Puerta del Sol. Canterac andò verso i rivoltosi accompagnato da pochi uomini pensando che la sua presenza fosse sufficiente a farli desistere, fu invece colpito da una scarica e morì sul colpo.
Nel 1848 la regina Isabella II, per il servizio prestato alla corona, concesse alla vedova del generale il titolo di contessa di Casa-Canterac.